# أليكس جوميز
أليكس جوميز (بالإسبانية: Aleix Gómez) (مواليد 7 مايو 1997) هو لاعب كرة يد إسباني يلعب في مركز الجناح الأيمن في نادي برشلونة.

## روابط خارجية
- أليكس جوميز على موقع الاتحاد الدولي لكرة اليد (الإنجليزية)
- أليكس جوميز على موقع الاتحاد الأوروبي لكرة اليد (الإنجليزية)
- أليكس جوميز على موقع اللجنة الأولمبية الدولية (الإنجليزية)
- أليكس جوميز على موقع أوليمبيديا (الإنجليزية)